# هاري هاين
هاري هاين هو رسام كندي، ولد في 24 يوليو 1928، وتوفي في 25 سبتمبر 2004.